# ジョン・ミドルトン・クレイトン (国務長官)

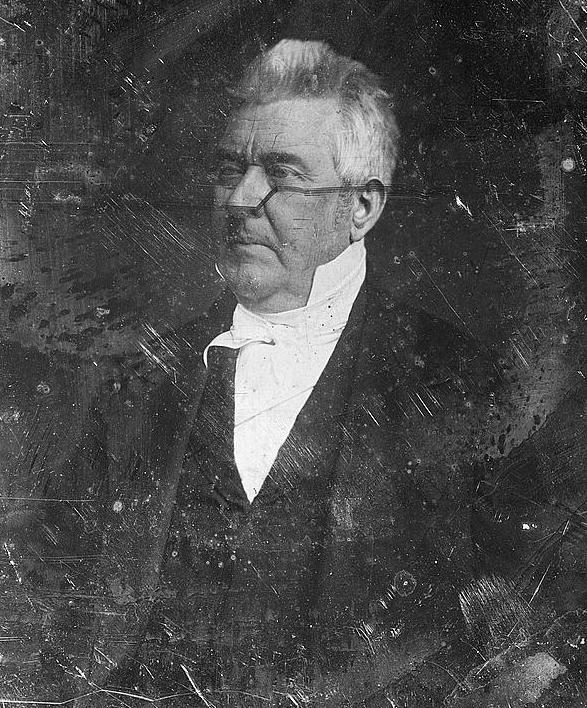
ジョン・ミドルトン・クレイトン

ジョン・ミドルトン・クレイトン（John Middleton Clayton, 1796年7月24日 - 1856年11月9日）は、アメリカ合衆国の法律家、政治家。ホイッグ党に所属し、デラウェア州議会議員、アメリカ合衆国上院議員、アメリカ合衆国国務長官を務めた。

## 生い立ちと家族
1796年7月24日、クレイトンはデラウェア州ダグスボロにおいて、ジェイムズ・クレイトン (James Clayton, 1761-1820) とサラ・ミドルトン (Sarah Middleton) の息子として誕生した。クレイトンはメリーランド州バーリンで初等教育を受け、その後一家で移住したデラウェア州ミルフォードで中等教育を受けた。クレイトンはイェール大学に進学し、1815年に卒業した。クレイトンはリッチフィールド法科大学院で法律を学び、1819年に弁護士として認可を受けた。クレイトンは同年にデラウェア州ドーバーで弁護士業を開業した。
クレイトンは1820年に父親と死別し、一家を支える唯一の働き手となった。クレイトンは実家のミルフォードと働き場所のドーバーを毎週徒歩で往復し、家計を支えた。クレイトンは1822年9月12日にデラウェア州ミドルトンでサリー・アン・フィッシャー (Sallie Ann Fisher) と結婚した。サリーは元デラウェア州知事ジョージ・トゥルーイットの孫娘であった。クレイトンはサリーとの間には、以下の2人の息子が生まれた。
1. ジェイムズ・フィッシャー・クレイトン (James Fisher Clayton, 1823-1851)
2. チャールズ・マクレイモント・クレイトン (Charles McClymont Clayton, 1835-1849)

妻サリーは次男チャールズを出産から2週間後に死去した。クレイトンは再婚せず、2人の息子を男手一つで養育した。1844年、クレイトンはニューキャッスル近郊のビューナヴィスタと呼ばれる地域を開墾し、数年後に邸宅を建造した。クレイトンはニューキャッスル近郊において最も豊かな土地を作り上げ、農学者としての評価を獲得した。2人の息子はともに20歳代で死去した。

## デラウェア州州務長官
1824年、クレイトンはデラウェア州下院議員に選任された。クレイトンは1826年12月から1828年10月までデラウェア州州務長官を務めた。クレイトンは連邦党の中でも保守派の流れを汲み、ジョン・クインシー・アダムズを支持する派閥の長となった。クレイトンは連邦党の伝統的政治思想である「小さな政府」を志向した。連邦党は1820年代初頭から分裂をはじめたが、クレイトンは「アメリカ体制」論を打ち出したヘンリー・クレイらとともに国民共和党を結成し、民主共和党の「大きな政府」志向に対抗した。

## デラウェア州憲法制定会議
1831年、クレイトンはデラウェア州憲法制定会議のメンバーを務めた。

## アメリカ合衆国上院議員 (1829-1836)
1829年、クレイトンはアメリカ合衆国上院議員に、当時最年少で選任された。クレイトンはヘンリー・クレイの強い支持者として活動した。クレイトンは郵政省の汚職問題について調査を行い、その後の郵政省改革への足掛かりを作った。クレイトンは第二合衆国銀行の特許期限延長に賛成した。アンドリュー・ジャクソン大統領が第二合衆国銀行から連邦政府の資金を引き上げることを決定した際、クレイトンは政府執行部に対する不信任決議に賛成票を投じた。
クレイトンは第23回議会および第24回議会において上院司法委員会の委員長を務めた。クレイトンは連邦上院議員を1期限りで辞めるつもりであったが、デラウェア州議会は1835年の改選時にクレイトンを再任した。クレイトンは2期目の1836年12月に連邦上院議員を辞職した。

## デラウェア州最高裁判所首席裁判官
クレイトンは連邦上院議員退任後、デラウェア州へと戻った。1837年1月、クレイトンは叔父のトマス・クレイトンに代わってデラウェア州最高裁判所首席裁判官に任ぜられた。1839年9月、クレイトンはウィリアム・ヘンリー・ハリソンの大統領選挙支援のため、首席裁判官を辞任した。

## アメリカ合衆国上院議員 (1845-1849)
1845年、クレイトンはホイッグ党からアメリカ合衆国上院議員に再選された。クレイトンはテキサス併合や米墨戦争に反対したが、実際に事が始まるとクレイトンはそれに追随する態度を示した。1849年2月、クレイトンはザカリー・テイラー大統領から国務長官職を提示され、連邦上院議員を辞職した。

## アメリカ合衆国国務長官

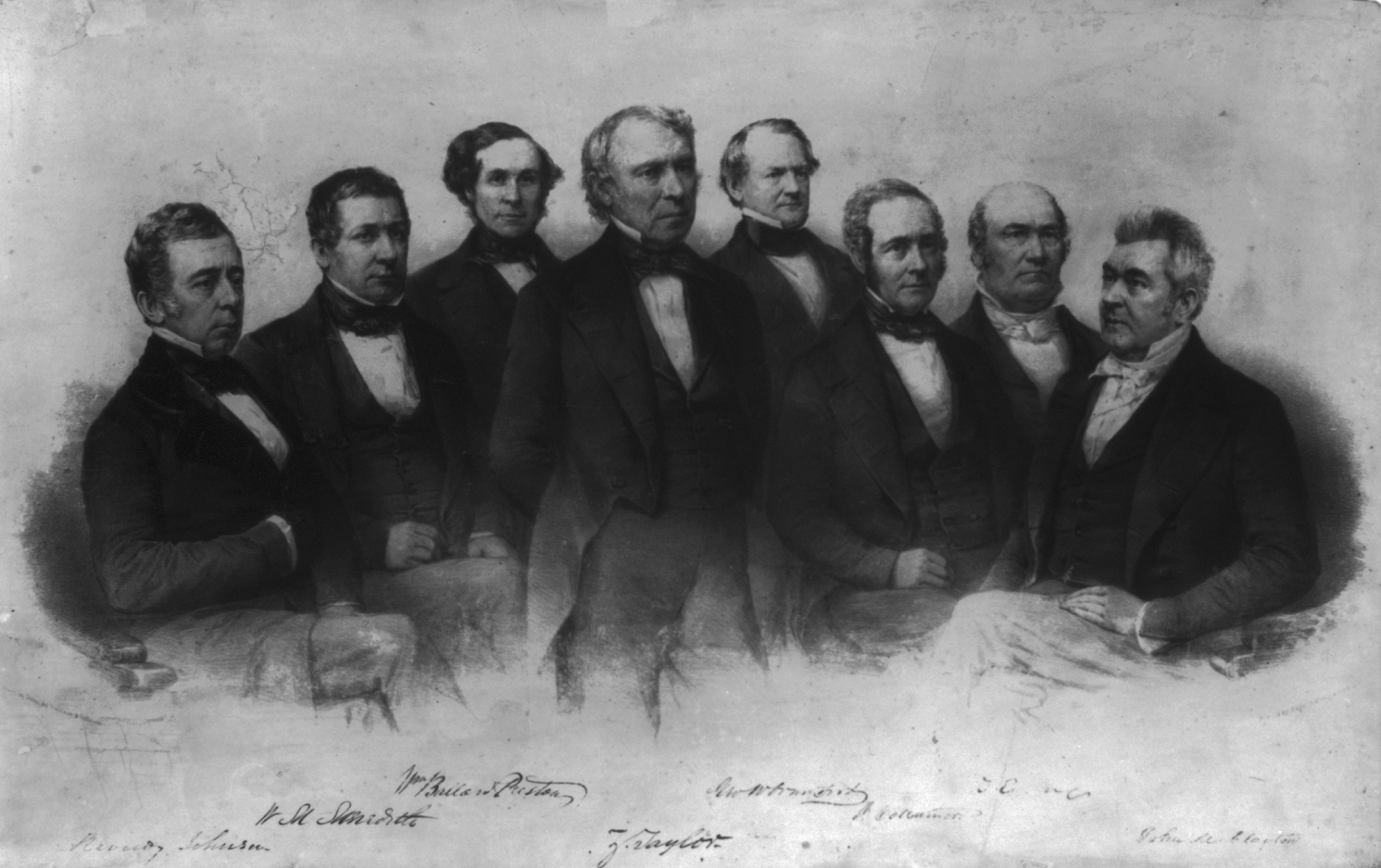
テイラー大統領とその閣僚

1849年3月8日、クレイトンはザカリー・テイラー政権で国務長官に就任した。クレイトンは国務長官として、激しく国家主義的な考えを有していた。クレイトンは商業のグローバル化を主張し、特に東アジア地域との交易に関心を示した。クレイトンは中央アメリカをめぐる米英間の対立を解消するため、イギリス公使ヘンリー・ブルワー卿と協議を行った。1850年、クレイトンはイギリスとの間でパナマ地峡地帯の中立をうたったクレイトン・ブルワー条約を締結し、米英両国が将来パナマ運河を取得したり、独占管理権を持たないことを宣言した。1850年7月、テイラー大統領が病死すると、クレイトンは国務長官を辞任した。

## アメリカ合衆国上院議員 (1853-1856)
クレイトンは国務長官退任後の1853年、ホイッグ党から連邦上院議員に選出された。クレイトンは死去する1856年11月まで連邦上院議員を務めた。1855年、クレイトンは公有地の割譲法案を拒否し、フランクリン・ピアース大統領を批判する演説を上院で行った。

## 死とその後
1856年11月9日、クレイトンはデラウェア州ドーバーにおいて死去した。クレイトンの遺体はドーバー市内の長老派教会墓地に埋葬された。
クレイトンは上院における老練な論客であるとの評価を受けた。クレイトンは親しみやすい温厚な雰囲気と、才気あふれる会話で知られた。クレイトンの功績を称え、クレイトンの名前はアイオワ州クレイトンに付けられた。デラウェア大学のクレイトン講堂は、クレイトンの栄誉を称えて命名された。1934年にはデラウェア州が国立彫像ホール・コレクションに対してクレイトンの彫像を寄贈した。